# Tomasz Brzozowski (1901–1937)
Tomasz Brzozowski (ur. 10 lutego 1901 w Błędowie, zm. 10 stycznia 1937) – starszy szeregowiec rezerwy Wojska Polskiego, kawaler Orderu Virtuti Militari.

## Życiorys
Urodził się 10 lutego 1901 w Błędowie, w ówczesnym powiecie łowickim guberni warszawskiej, w rodzinie Jana i Magdaleny. W latach 1909–1914 uczęszczał do szkoły powszechnej w Łowiczu. W 1915 przeprowadził się z rodziną do wsi Suchoręcz w ówczesnym powiecie szubińskim rejencji bydgoskiej.
W 1919 został wcielony do batalionu zapasowego 57 pułku piechoty w Biedrusku. Po szkoleniu podstawowym został wysłany na front litewsko-białoruski. Na froncie zachorował na reumatyzm. Przez trzy miesiące leczył się w szpitalu wojskowym w Gnieźnie. Po zakończeniu leczenia został przydzielony do 157 pułku piechoty w Poznaniu i z tym oddziałem skierowany na front bolszewicki. Po rozbiciu tej jednostki został wcielony do 7 pułku piechoty Legionów. Wyróżnił się w lipcu 1920 w walkach nad Styrem. Na polu walki Naczelny Wódz, marszałek Polski Józef Piłsudski odznaczył go Orderem Virtuti Militari. W 1925 został zwolniony z wojska.
W 1927 został zatrudniony w Gabinecie Generalnego Inspektora Sił Zbrojnych w Warszawie. W następnym roku zwolnił się na własną prośbę i objął posadę woźnego w Banku Gospodarstwa Krajowego. Od 1929 ciężko chorował na gruźlicę płuc i artretyzm. W 1934 leczył się w szpitalu wojskowym w Warszawie, w 1935 w Uzdrowisku Miejskim w Otwocku, a w 1936 w Sanatorium Wojskowym w Otwocku. Mieszkał w Zygmuntowie przy ul. Polnej 34. Zmarł 10 stycznia 1937.
29 stycznia 1937 podpułkownik intendent Tadeusz Józef Berger z Departamentu Intendentury Ministerstwa Spraw Wojskowych zawiadomił szefa Biura Kapituły Orderu „Virtuti Militari”, że prezydent RP przyznał Tomaszowi Brzozowskiemu zaopatrzenie emerytalne w wysokości 55 zł miesięcznie od 1 grudnia 1936.
Był żonaty ze Stanisławą, z którą miał dwóch synów: Jerzego (1926–1945), ofiarę obozu koncentracyjnego Mauthausen i Ryszarda (ur. 1928).

## Ordery i odznaczenia
- Krzyż Srebrny Orderu Wojskowego Virtuti Militari nr 163 – 19 września 1922[4][1][5]